# Щелкун блестящий
Блестящий щелкун, или щелкун бронзовый (лат. Selatosomus aeneus) — вид жесткокрылых из семейства щелкунов.

## Описание

### Имаго
Имаго длиной 12-15 мм и шириной до 3 мм.

### Яйца
Яйца белые диаметром до 0,7 мм.

### Проволочники
Проволочники светло-желтые и блестящие длиной до 25 мм и шириной до 3,3 мм.

### Куколки
Куколки белые длиной до 16 мм.

## Экология и местообитания
Этот вид является вредителем и всеядным (в основном фитофаг — питается растениями). Жуки активны днём.
Как и у других щелкунов-фитофагов личинки блестящего щелкуна вредоносны, поскольку поедают семена, проростки и любые подземные части различных культур и сорняков. Блестящий щелкун наносит существенный вред культурам только в Европе, включая Нечернозёмную зону европейской части России. Вред причиняет следующим растениям: зерновые злаки (особенно кукуруза), подсолнечник, картофель, овощные культуры и молодые плодовые деревья.

## Вариетет
В виде различают следующие вариететы:
- Selatosomus aeneus var. bicolor Depoli
- Selatosomus aeneus var. coeruleus Schilsky
- Selatosomus aeneus var. cyaneus Marsh
- Selatosomus aeneus var. germanus (Linnaeus)
- Selatosomus aeneus var. mutator Rey
- Selatosomus aeneus var. subrugosicollis Rey
- Selatosomus aeneus var. superbus Dan
- Selatosomus aeneus var. viridinitens Voet

## Галерея

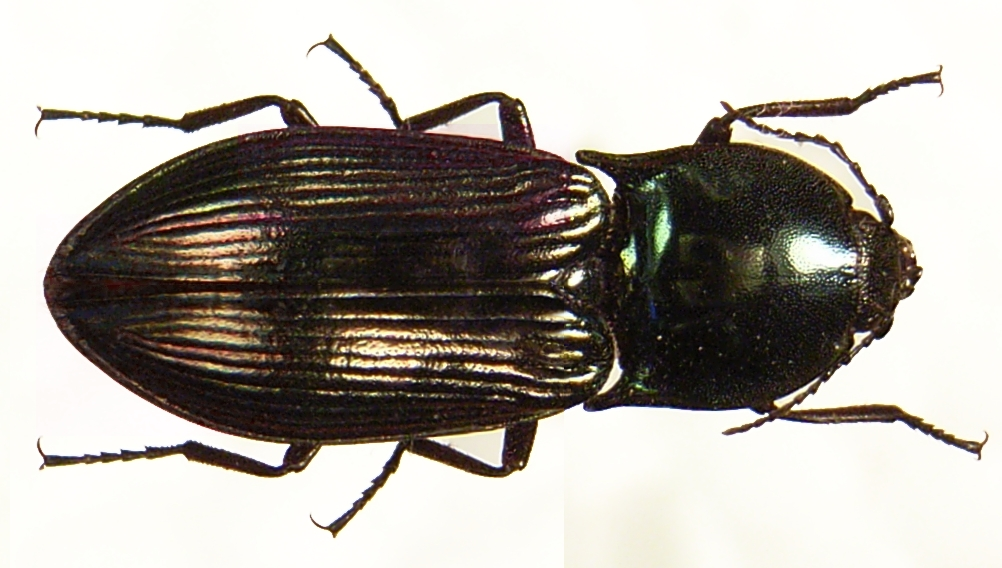
Верхняя сторона блестящего щелкуна
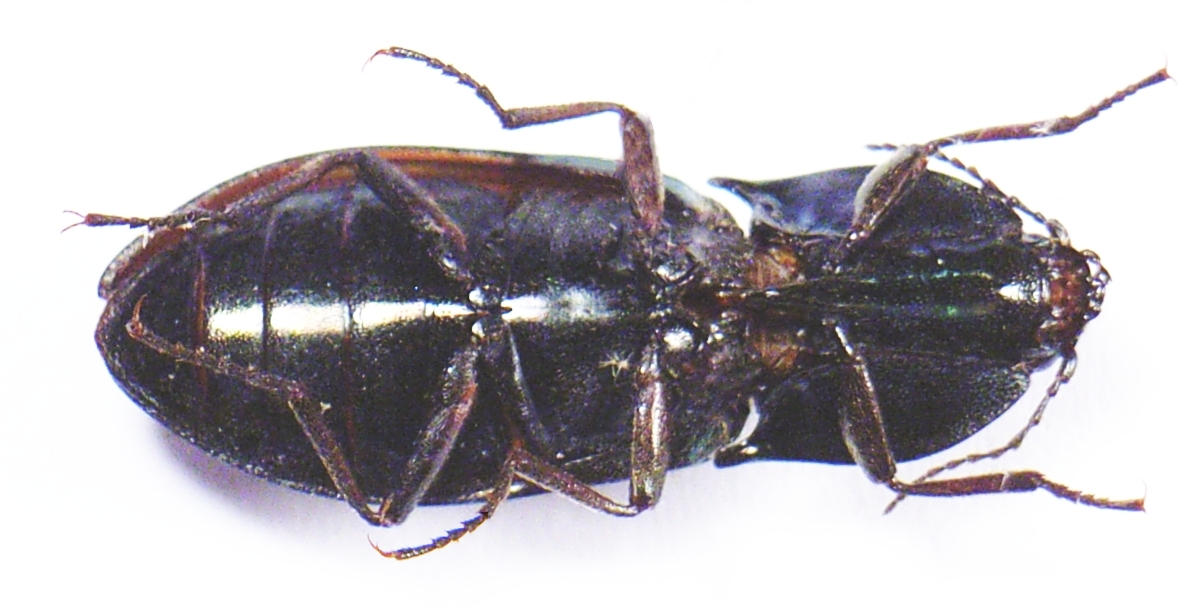
Нижняя сторона блестящего щелкуна
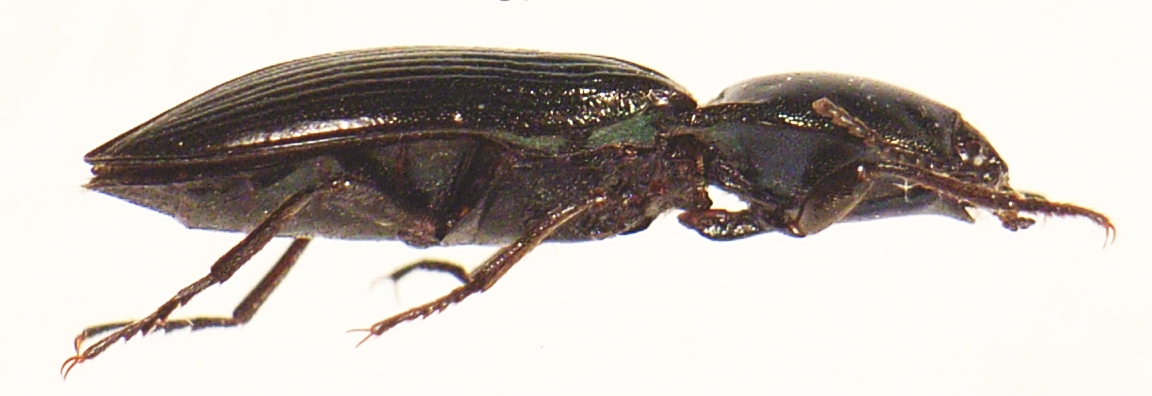
Боковая сторона блестящего щелкуна